# Honorat Bovet
Honorat Bovet bzw. Honoré Bouvet (ca. 1345 – ca. 1410), O.S.B., war ein provenzalisch-französischer Schriftsteller und Philosoph. Er ist sowohl als Kirchenhistoriker bekannt als auch für ein militärisches Werk, das ihm zugeschrieben wird. Sein vielfältiges Werk während des Hundertjährigen Krieges beschäftigt sich auch mit dem Großen Schisma und dem Unglück Frankreichs.

## Biografie
Er wurde in der Gegend um Sisteron geboren und wurde Prior von Selonnet. Er hat in Montpellier und Avignon Jura studiert. Um 1368 begleitete er Urban V., den vorletzten Papst von Avignon, nach Italien, und war bis zum Tod von Clemens VII. im Jahr 1394 ein eifriger Verteidiger des Avignonesischen Papsttums. Anschließend  hielt er sich bis 1404 in verschiedenen Regionen Europas auf, darunter Aragonien, Languedoc und Italien.

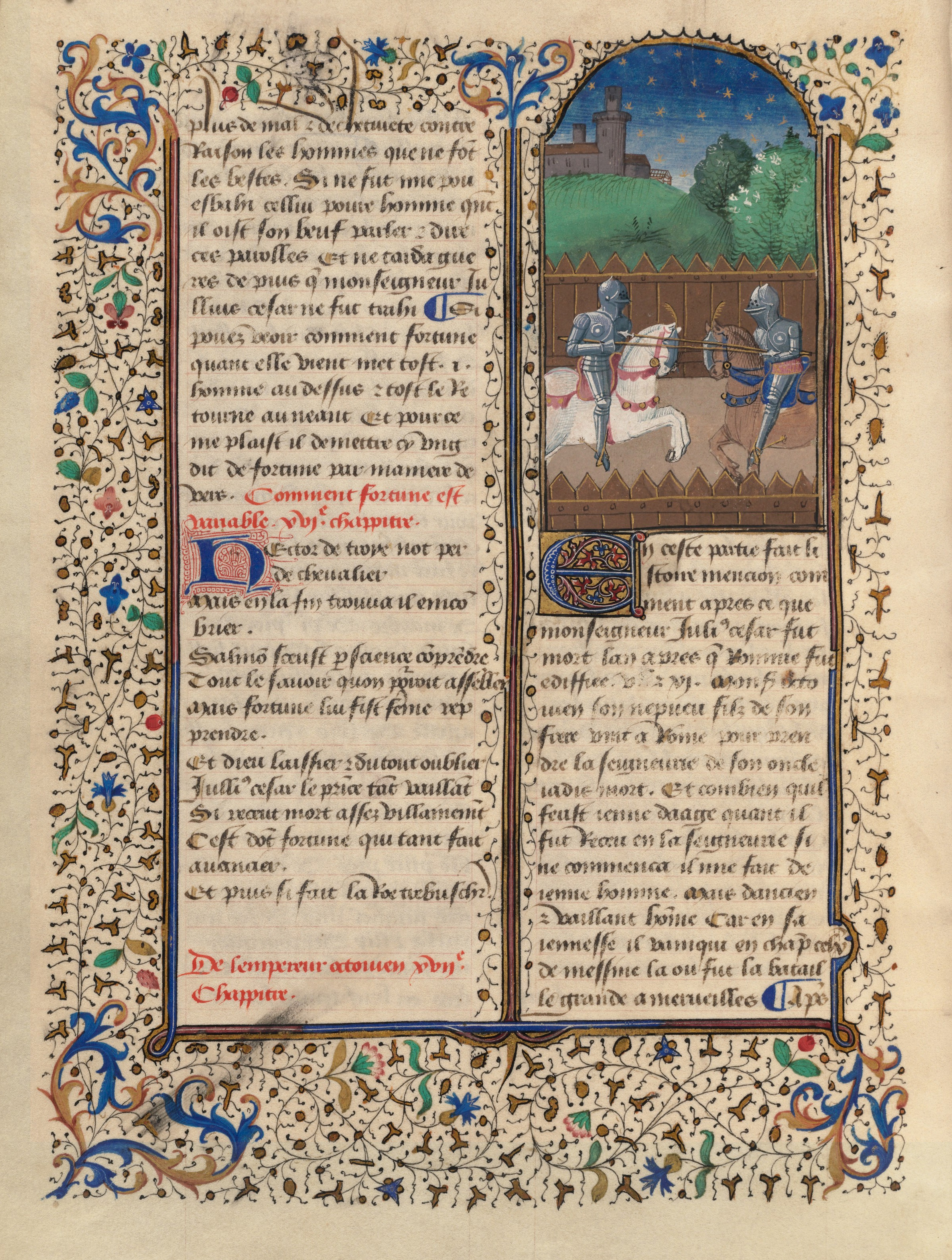
L’Arbre des batailles, ca. 1400–1450

Von seinem Werk ist L’Arbre des batailles (Der Baum der Schlachten) erhalten geblieben, eine in mittelalterlichem Okzitanisch verfasste Abhandlung über den Krieg und die Gesetze des Krieges, die im Mittelalter großen Erfolg hatte und weite Verbreitung fand. Sie wurde erstmals am 24. Dezember 1481 in Lyon und später am 8. Juni 1493 in Paris gedruckt und behandelt verschiedene Fragen zum Kriegs-, Kampf- und Duellrecht, verfasst während der Regierungszeit von Karl V., König von Frankreich. Die Apparicion maistre Jehan de Meun sind ein Dialog zwischen einem Arzt, einem Juden, einem Sarazenen und einem Dominikaner, und sein in Latein verfasstes Somnium super materia scismatis (1394) ist ein umfangreiches Werk, in dem die Argumente der Päpste von Avignon dargelegt werden.